# 下天津駅 (北丹鉄道)
下天津駅（しもあまづえき）は、かつて京都府福知山市下天津にあった北丹鉄道の駅（廃駅）である。

## 歴史
下天津駅は1923年（大正12年）、北丹鉄道の開業に合わせて開設された。
太平洋戦争下の1942年（昭和17年）からは北丹鉄道が当駅付近で砂利採取事業を開始、由良川の砂利が鉄道によって輸送され、福知山飛行場（石原飛行場）の建設など軍事目的に使用された。砂利の搬出量は1944年（昭和19年）度が最大で、北丹鉄道全線での貨物輸送量は約12万トンを記録した。
北丹鉄道は1971年（昭和46年）3月に営業を休止し、そのまま1974年（昭和49年）2月末に廃止許可、当駅もこの時廃止された。

### 年表
- 1923年（大正12年）9月22日：北丹鉄道の福知山 - 河守間開業に伴い、天田郡下川口村に開業[8][9]。
- 1942年（昭和17年）7月：当駅付近で砂利採取業務を開始[10]。
- 1953年（昭和28年）9月25日：台風13号による水害のため17日間の営業休止となる[10]。その後、福知山 - 当駅間で折り返し運転を開始[10]。
- 1954年（昭和29年）7月28日：水害復旧により全線営業再開となる[10]。
- 1961年（昭和36年）9月8日：第2室戸台風による水害のため47日間の営業休止となる[10]。
- 1971年（昭和46年）3月1日：北丹鉄道が営業休止[1]、当駅も休止となる[8]。
- 1974年（昭和49年）2月28日：北丹鉄道が廃止許可[1]、当駅も廃駅となる[8]。

## 駅構造
下天津駅は地面に接してホームが置かれた地上駅。ホームは1面であった。小さな駅舎と製材所への引き込み線があり、北丹鉄道では福知山西駅に次ぐ規模の駅であったという。駅員は配置されていなかった。
太平洋戦争中には由良川の砂利を採取するための引き込み線が当駅の南約300メートル地点から分岐し、瘤木川に至るまで由良川の河川敷に敷かれていた。

## 駅周辺
駅前には運送店や特定郵便局が置かれ、駅の利用者は多かった。
駅があった場所は北丹鉄道の廃線後に開業した京都丹後鉄道宮福線の下天津駅の東側にあたる。周囲は田園地帯になっていて、駅の遺構は残されていない。上天津駅から当駅までの線路は国道175号に沿って敷かれていて、国道から駅へと下っていたアスファルトの道は駅廃止後も残っている。また、駅の北方には橋梁の遺構が残っている箇所がある。

## 隣の駅
北丹鉄道
北丹鉄道線
上天津駅 - 下天津駅 - 公庄駅